# Volodímir Levitski
Volodímir Levitski   (Ternòpil, 31 de desembre de 1872 - Lviv, 13 d'agost de 1956) va ser un matemàtic ucraïnès.

## Vida i obra
Levitski va fer els seus estudis secundaris a Ternòpil, Zolovitx i Lviv. De 1890 a 1894 va estudiar a la universitat de Lviv, seguint, sobre tot, les classes de matemàtiques i de física del professor I. Puzin. Després d'un any a l'exèrcit, va començar a fer de professor de matemàtiques de batxillerat a Ternòpil.
Va ingressar a la Societat Científica Xevtxenko i va ser editor del seu butlletí, interessant-se molt en la problemàtica de la terminologia científica en ucraïnès, un idioma fins aleshores arraconat. El 1896 j ava publicar un primer recull de 343 termes en ucraïnès amb els seus homòlegs en alemany i francès com una proposta oberta a la comunitat científica ucraïnesa. Ell mateix va ser el primer en publicar un article matemàtic en ucraïnès.
A partir de 1901 va estar dos anys a Alemanya ampliant estudis a les universitats de Göttingen i de Berlín, on va prendre contacte amb els grans matemàtics alemanys de l'època. En retornar el 1903, va ser professor de batxillerat a Lviv i comença una intensa activitat divulgadora. El 1914 és convidat a ocupar un lloc al Ministeri d'Ensenyament a Viena, però l'esclat de la Primera Guerra Mundial fa que s'hagi d'incorporar a l'exèrcit. En finalitzar la guerra, Lviv és ocupat pels polonesos, els quals tornen a esvair l'ucraïnès de la vida pública.
De 1919 a 1924 va ser inspector d'escoles secundàries i de 1924 a 1930 va tornar a l'ensenyament a batxillerat, alternant aquestes tasques amb conferències de nivell superior i amb alguns cursos a la Universitat (clandestina) Ucraïnesa de Lviv. També va continuar amb els seus treballs terminològics per a la Societat Xevtxenko, la qual va presidir en diferents períodes (1931-1935) durant aquesta època difícil pels ucraïnesos.
A partir de 1939 va treballar el recentment creat Institut Pedagògic de Lviv, compaginant-ho amb les seves classes a la Universitat Nacioanl de Lviv Ivan Franko.
Els treballs matemàtics més notables de Levitski van ser en funcions de variable complexa, funcions el·líptiques i els seus valors modulars. Va publicar una vuitantena d'articles, incloent-ne un bon nombre de caràcter divulgador, a més d'uns quants llibres de text per al batxillerat.